# قصر أولاد دباب
قصر أولاد دباب هو قصر في تونس يقع في الجنوب التونسي وبالتحديد في ولاية تطاوين.

## موقع
يقع على تلة صغيرة تطل على وادٍ ويبعد القصر 14 كلم جنوب مدينة تطاوين.

## تاريخ
يعتبر عبدالصمد زايد قصر أولاد دباب كقصرًا « قديمًا نسبيًا »، بينما يذكر كمال العروسي أن تأسيسه كان في عام 1760.
في 10 يناير 2020، اقترحت الحكومة التونسية الموقع لإدراجه في قائمة التراث العالمي لليونسكو.
في 22 يناير 2024، صدر مرسوم يُصنّف القصر معلم تاريخي مصنف ومحمي.

## تركيبة المبنى
ينقسم القصر إلى جزئين يمتدان على مسافة 300 متر: جزء قديم في الشمال الغربي، حيث يحتل المركز في الساحة الغرف (التي تستخدم لتخزين الحبوب أو كمساكن)، وجزء أحدث (على الرغم من أن تاريخ بنائه غير محدد) في الجنوب الشرقي، حيث يوجد المدخل عبر الطريق. تم إضافة باب حديث بين الجزئين.
يختلف عدد الغرفات حسب المصادر: 600 حسب أندريه لويس (1975)، 510 حسب العروسي (2004)، و400 حسب زايد (1992)، بينما يقدر مارينلا أرينا وباولا ريفا (2007)، وهيربرت بوب وعبد الفتاح قسّاح أن الرقم الأخير هو الأكثر واقعية. يتكون القصر في الأساس من طابق إلى طابقين.

حالة القصر تختلف حسب الجزء المعني: فبينما تم تحديث الجزء الشمالي الغربي بإضافة مباني جديدة، فإن الجزء الجنوبي الشرقي مهجور وهو الآن بمثابة مكب نفايات.

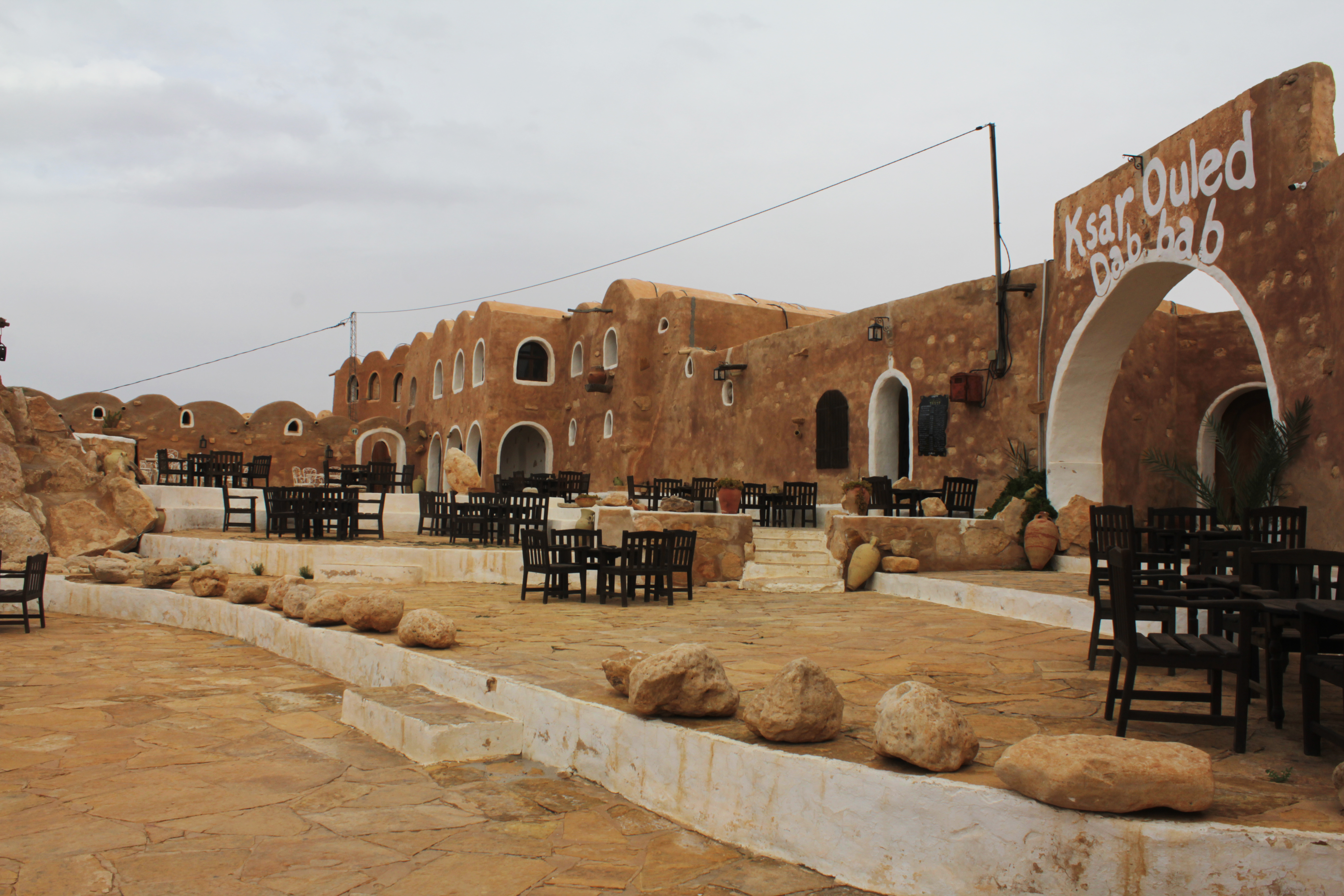
منظر للفناء المعاد تطويره.
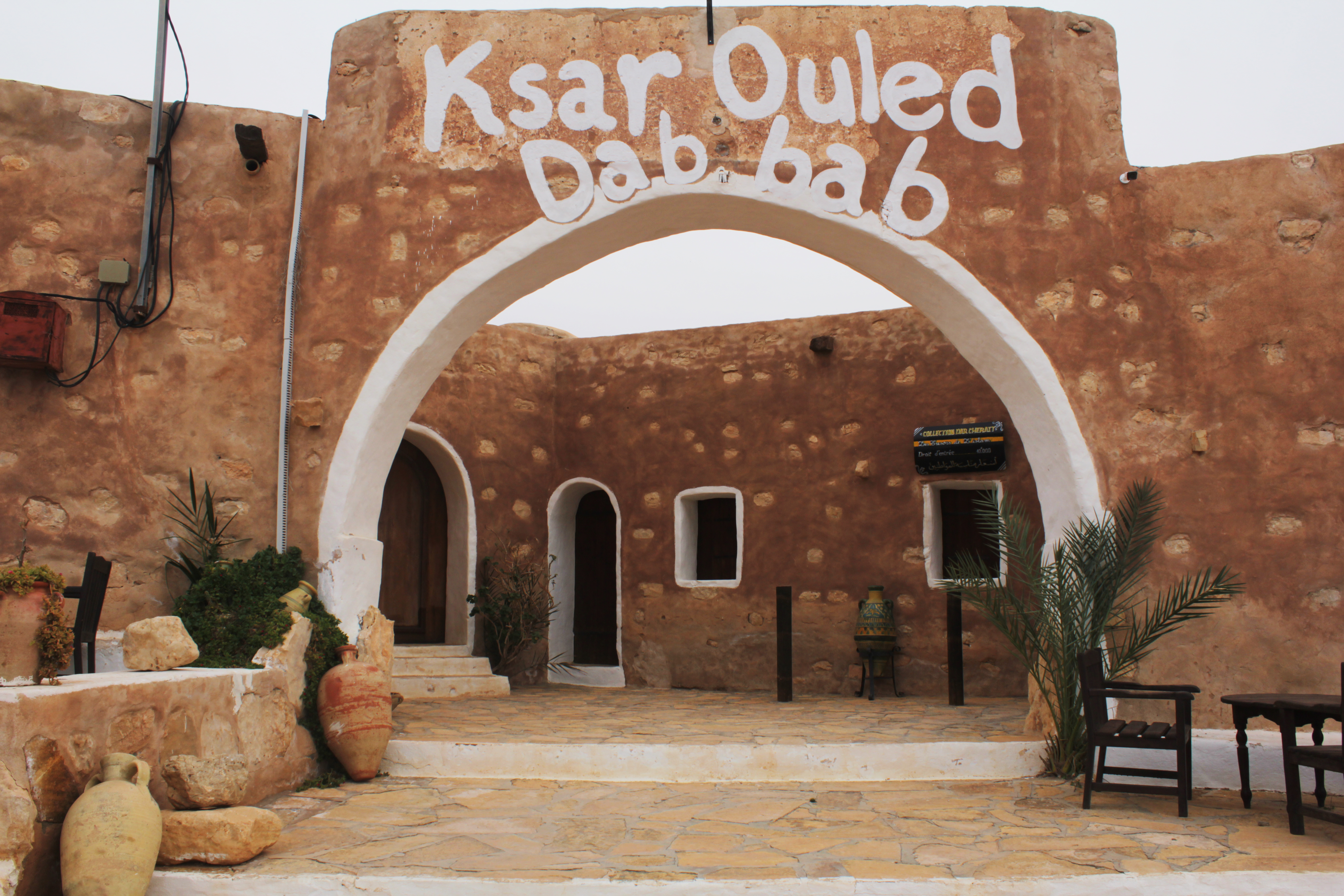
مدخل إلى المتحف.
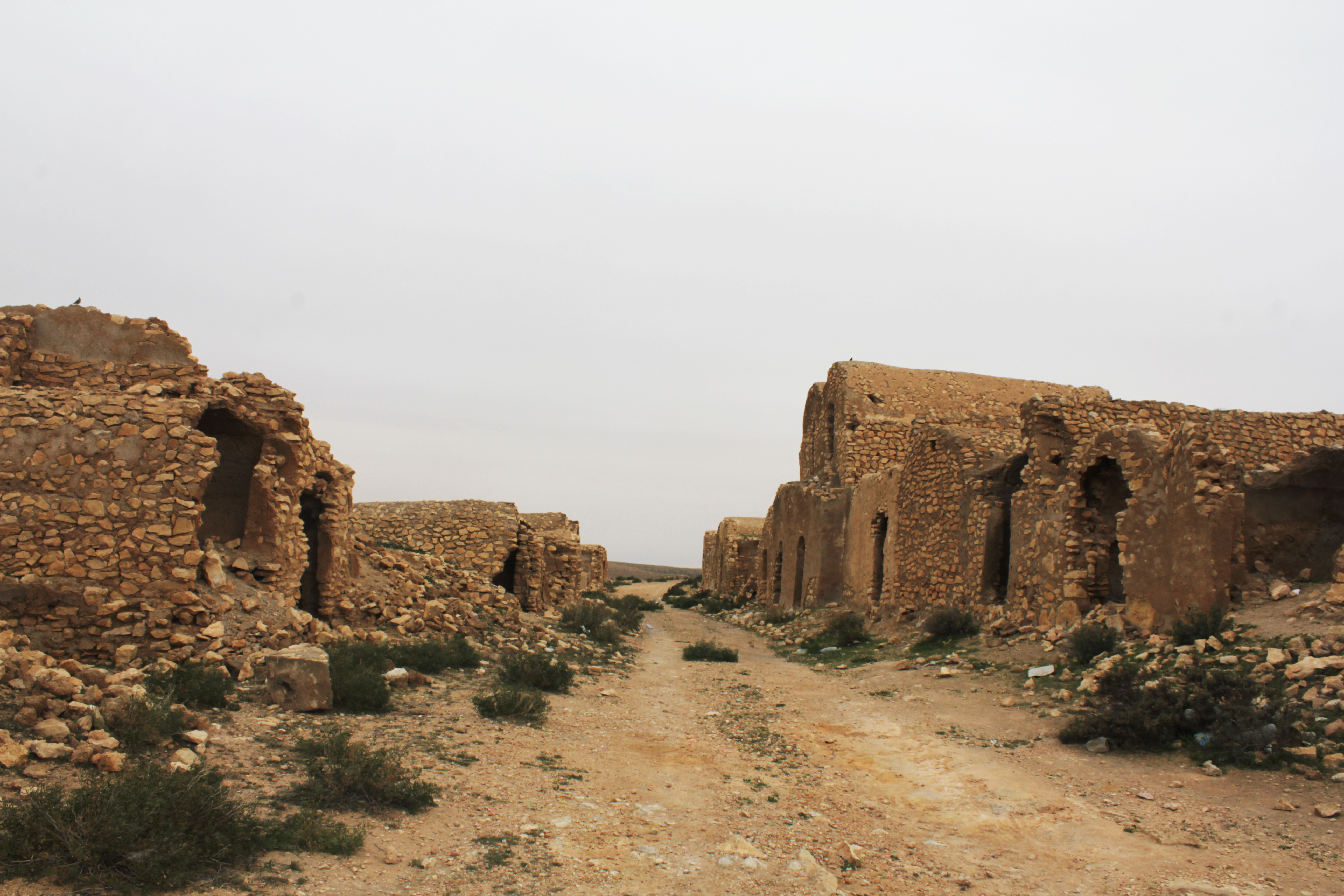
منظر للجزء الجنوبي الشرقي.
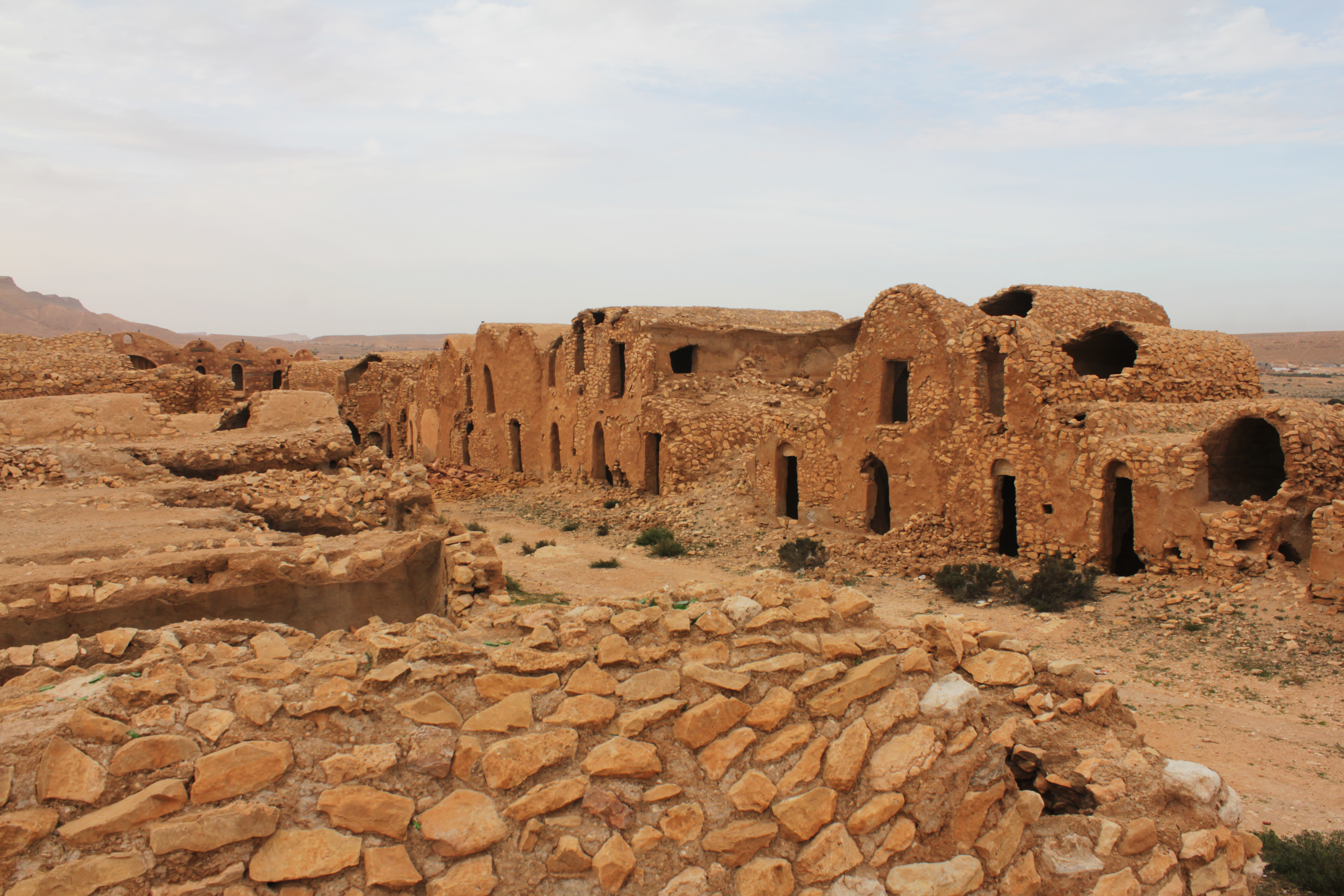
انهيار غرف في الجزء الجنوبي الشرقي.

## يستخدم
تمت محاولة استخدام القصر لأغراض سياحية دون نجاح في الستينيات، ثم في الثمانينيات والتسعينيات مع افتتاح فندق ومطعم. في عام 2004، بدأت محاولة جديدة مع افتتاح متحف، مقهى، مطعم، مركز حرفي وفندق؛ لكن بوب وقسّاح يعبران عن أسفهما لاستخدام الموقع لأغراض تجارية دون علاقة بالتراث المعماري.

## فهرس
- Hédi Ben Ouezdou (2001). Découvrir la Tunisie du Sud, de Matmata à Tataouine (بالفرنسية). Tunis: Hédi Ben Ouezdou. p. 78. ISBN:978-9-973-31853-4..
- André Louis (1975). Tunisie du sud (بالفرنسية). Paris: Éditions du Centre national de la recherche scientifique. p. 370. ISBN:978-2-222-01642-7..
- Herbert Popp; Abdelfettah Kassah (2010). Les ksour du Sud tunisien (بالفرنسية). Bayreuth: Naturwissenschaftliche Gesellschaft Bayreuth. p. 400. ISBN:978-3-939-14604-9..